# 紀元前17年
紀元前17年（きげんぜん17ねん）。

## 他の紀年法
- 干支 : 甲辰
- 日本
  - 垂仁天皇13年
  - 皇紀644年
- 中国
  - 前漢 : 鴻嘉4年
- 朝鮮
  - 高句麗 : 瑠璃明王3年
  - 新羅 : 赫居世41年
  - 百済 : 温祚王2年
  - 檀紀2317年
- 仏滅紀元 : 527年
- ユダヤ暦 : 3744年 - 3745年

## できごと

### ローマ
- 皇帝アウグストゥスの下で、ローマ帝国の100年祭が挙行され、ホラティウスにより聖歌Carmen Saeculareが作られた。
- レガトゥスのマルクス・ロリウスがゲルマン人の群集に倒された。

## 誕生
- アルミニウス - トイトブルク森の戦いでローマ軍を破ったゲルマンの将軍（+ 21年）
- グナエウス・ドミティウス・アヘノバルブス - ルキウス・ドミティウス・アヘノバルブスと大アントニアの息子（+ 40年）
- ルキウス・カエサル - マルクス・ウィプサニウス・アグリッパと大ユリアの息子（+ 2年）